# Asymphorodes acritopterus
Asymphorodes acritopterus is een vlinder uit de familie van de prachtmotten (Cosmopterigidae). De wetenschappelijke naam van de soort is voor het eerst geldig gepubliceerd in 1986 door Clarke.